# Nitrianske Pravno
Nitrianske Pravno (en allemand : Deutschproben ; en hongrois : Németpróna) est une commune du district de Prievidza, dans la région de Trenčín, en Slovaquie.

## Histoire
La première mention écrite du village date de 1393.

## Démographie

### Évolution de la population
| Année:               | 1994. | 2004.   | 2014.   | 2024.   |
| -------------------- | ----- | ------- | ------- | ------- |
| Nombre de personnes: | 3016  | 3175    | 3203    | 3077    |
| Différence:          |       | +5,27 % | +0,88 % | -3,93 % |

| Année:               | 2023. | 2024.   |
| -------------------- | ----- | ------- |
| Nombre de personnes: | 3111  | 3077    |
| Différence:          |       | -1,09 % |

## Jumelage
- Hanušovice (Tchéquie)